# Mike Gillislee
Michael B. Gillislee Jr. (DeLand, 1º novembre 1990) è un giocatore di football americano statunitense che gioca nel ruolo di running back per i New England Patriots della National Football League (NFL). Fu scelto nel corso del quinto giro (164º assoluto) del Draft NFL 2013 dai Miami Dolphins. Al college ha giocato a football all’Università della Florida.

## Carriera professionistica

### Miami Dolphins
Gillislee fu scelto nel corso del quinto giro del Draft 2013 dai Miami Dolphins. Debuttò come professionista nella vittoria della settimana 15 contro i New York Jets correndo 21 yard su 6 tentativi. La sua stagione da rookie si concluse con 3 presenze. Nella successiva invece non scese mai in campo.

### Buffalo Bills
Dopo essere stato svincolato dai Dolphins ed avere militato per un mese nella squadra di allenamento degli Arizona Cardinals, il 4 novembre 2015 Gillislee firmò con i Buffalo Bills. Il 13 dicembre segnò il primo touchdown in carriera e sarebbe andato a segno anche nelle due gare successive contro i Redskins e i Cowboys, sfida quest'ultima in cui guidò Buffalo con 93 yard corse su 9 tentativi.

### New England Patriots
Il 24 aprile 2017, Gillislee si legò ai New England Patriots con un contratto da 6,4 milioni di dollari. Nella prima gara con la nuova maglia segnò un primato personale di tre touchdown su corsa nella sconfitta del primo turno contro i Kansas City Chiefs.

## Palmarès
- American Football Conference Championship: 1

New England Patriots: 2017

## Statistiche
| Partite totali      | 3  |
| Partite da titolare | 0  |
| Yard su corsa       | 21 |
| Touchdown su corsa  | 0  |

Statistiche aggiornate alla stagione 2014